# Вепр (срібна монета)
«Вепр» — пам'ятна монета номіналом 5 гривень зі срібла, випущена Національним банком України. Присвячена вепру, зображення якого втілено на унікальних пам'ятках давніх культур, що існували на території України.
Монету введено в обіг 27 лютого 2018 року. Вона належить до серії «Фауна в пам'ятках культури України».

## Опис монети та характеристики
| Номінал грн. | Метал            | Маса, г       | Діаметр, мм | Якість виготовлення       | Гурт                           | Тираж, штук |
| ------------ | ---------------- | ------------- | ----------- | ------------------------- | ------------------------------ | ----------- |
| 5            | срібло 925 проби | 15,55 / 16,81 | 33,0        | спеціальний анциркулейтед | гладкий із заглибленим написом | 4 000       |

### Аверс
На аверсі монети розміщено: угорі малий Державний Герб України, напис «УКРАЇНА», під яким рік карбування монети «2018» та номінал «5/ГРИВЕНЬ»; у центрі — позолочене зображення (елемент оздоблення: локальна позолота, вміст золота в чистоті не менше ніж 0,0005 г) вепра — скіфська скульптурна золота фігурка кінця IV ст. до н. е., під яким на матовому тлі сцена терзання з Пекторалі (середина IV cт. до н. е., курган Товста Могила).

### Реверс
На реверсі монети ліворуч на дзеркальному тлі зображено вепра, праворуч від якого на матовому тлі — вертикальний напис «ВЕПР» (угорі) та стилізований фрагмент скіфської пластини із зображенням вепра (праворуч).

## Автори

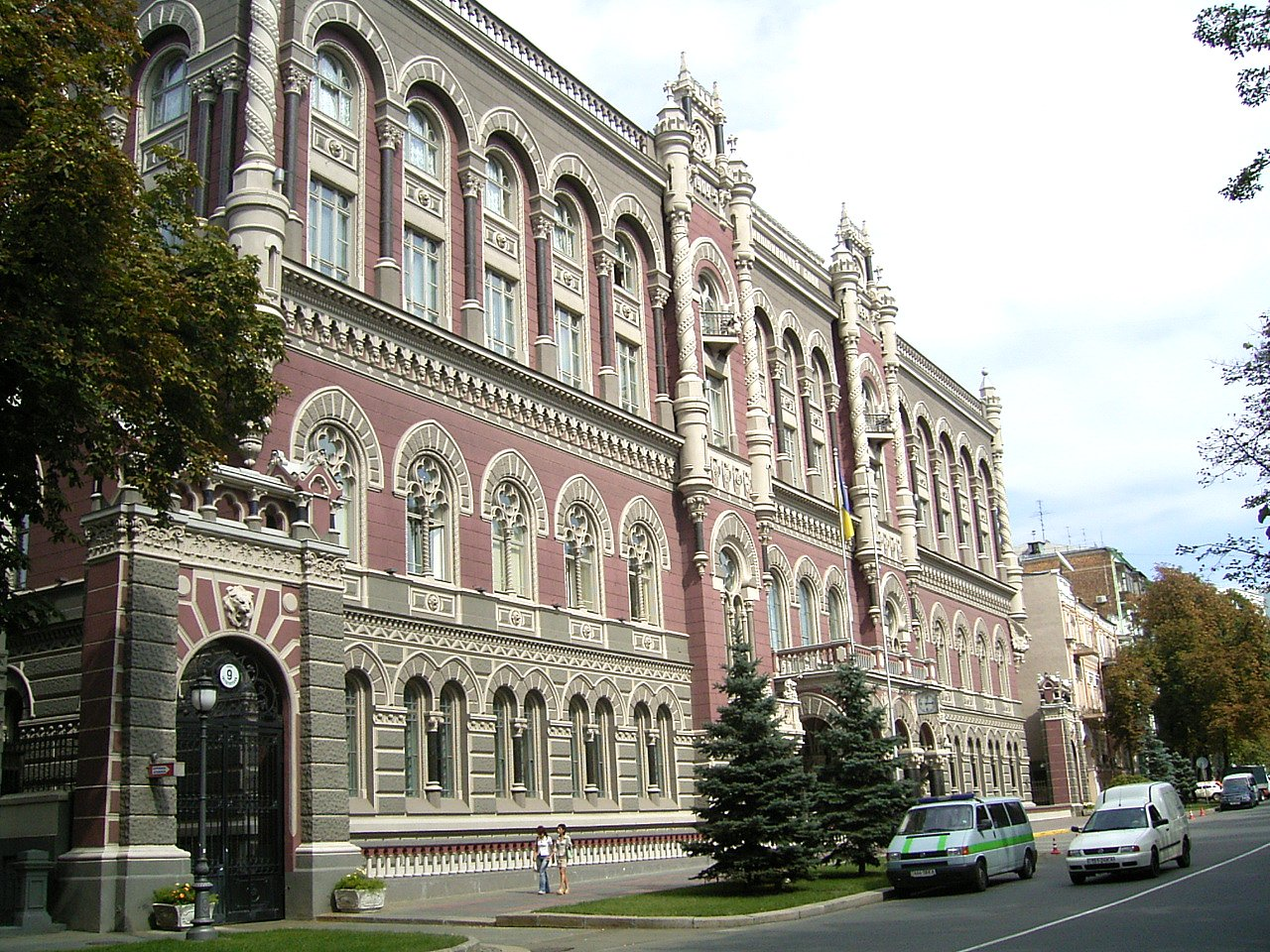
Будівля Національного банку України

- Художники: Таран Володимир, Харук Олександр, Харук Сергій.
- Скульптори: Дем'яненко Володимир, Демяненко Анатолій.

## Вартість монети
Під час введення монети в обіг 2018 року, Національний банк України реалізовував монету через свої філії за ціною 594 гривні.
Фактична приблизна вартість монети, з роками змінювалася так:
| Рік        | 2018 | 2019 | 2020 | 2021  | 2022  | 2023  | 2024  | 2025  |
| ---------- | ---- | ---- | ---- | ----- | ----- | ----- | ----- | ----- |
| Ціна, грн. | 750  | 750  | 750  | 1 000 | 1 200 | 1 640 | 4 000 | 3 900 |